# 플루지네

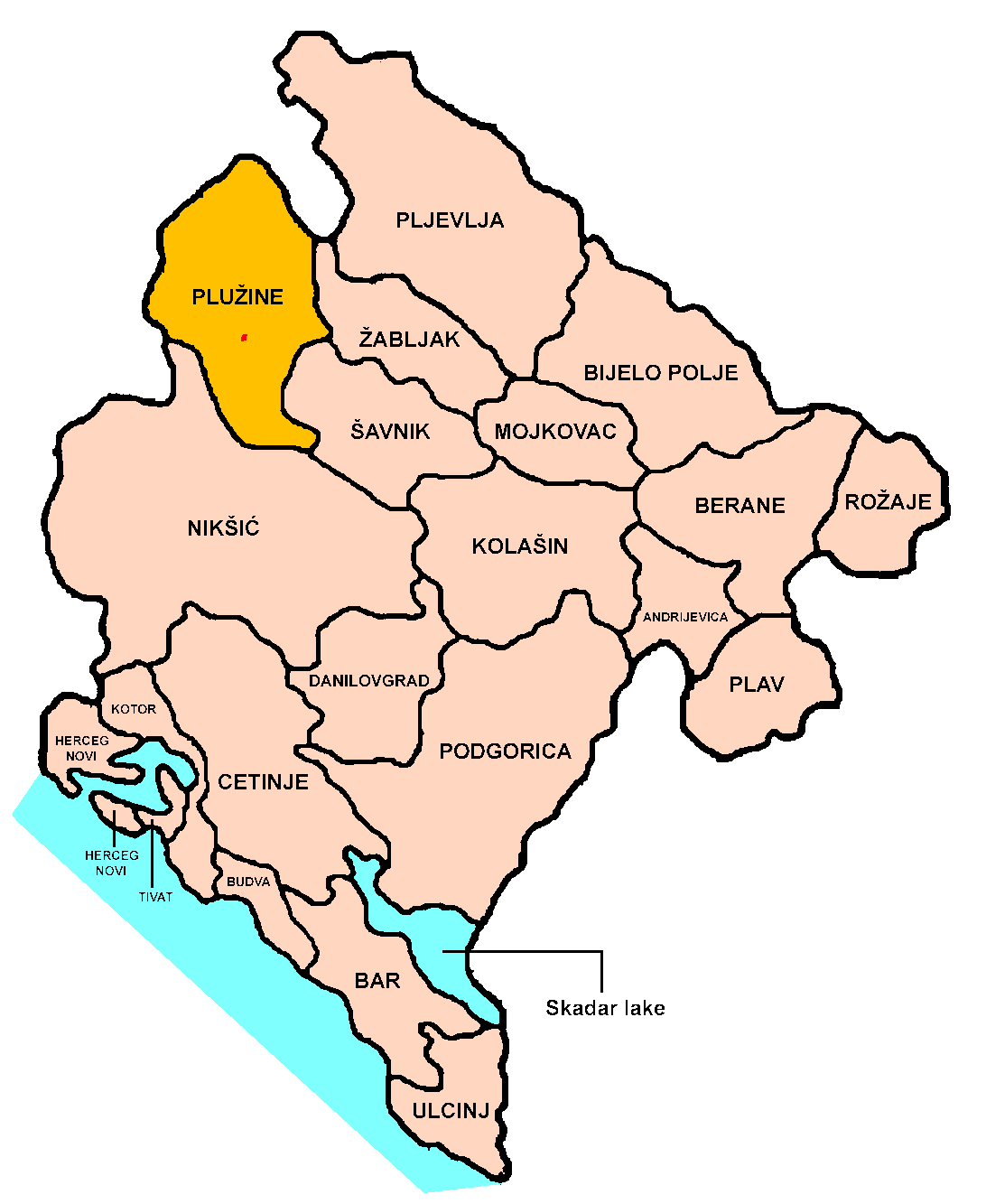
플루지네의 위치

플루지네(몬테네그로어: Плужине, Plužine)는 몬테네그로 북서부에 위치한 도시로, 면적은 854km2, 도시 인구는 1,494명(2003년 인구 조사 기준), 인구밀도는 5명/km2, 지방 자치체 인구는 4,272명(2003년 인구 조사 기준)이다.

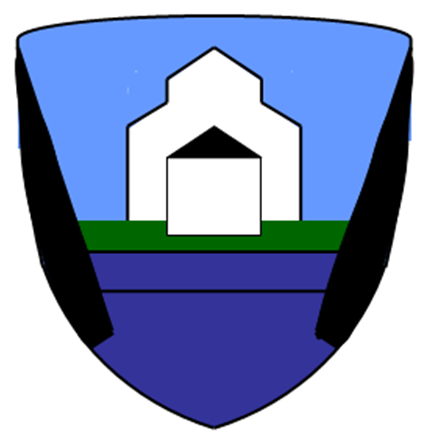
시 문장

## 인구
플루지네 인구 (도시):
- 1981년 3월 3일 - 730명
- 1991년 3월 3일 - 1,453명
- 2003년 11월 1일 - 1,494명

플루지네 인구 (지방 자치체):
- 1948년 - 8,030명
- 1953년 - 8,952명
- 1961년 - 9,164명
- 1971년 - 9,078명
- 1981년 - 6,254명
- 1991년 - 5,247명
- 2003년 - 4,295명

민족 분포 (1991년 인구 조사 기준):
- 몬테네그로인 (91.61%)
- 세르비아인 (6.63%)

민족 분포 (2003년 인구 조사 기준):
- 세르비아인 (60.51%)
- 몬테네그로인 (32.61%)